# Hieracium jaculifolium
Hieracium jaculifolium es una especie de planta con flor del género Hieracium, de la familia Asteraceae, orden Asterales.

## Distribución
Hieracium jaculifolium se distribuye por Inglaterra.

## Taxonomía
Fue descrita científicamente por (F. Hanb.) Roffey.
Tratamiento taxonómico
La especie aparece registrada y publicada en H.C.Watson, London Cat. Brit. Pl.